# Aleksandrów (Radzymin)
Aleksandrów – dawniej samodzielna wieś, obecnie część Radzymina, w województwie mazowieckim, w powiecie wołomińskim. Leży na zachód od centrum miasta.
W latach 1867–1952 wieś w gminie Radzymin. 20 października 1933 utworzyła gromadę w granicach gminy Radzymin, składającą się z wsi Aleksandrów, wsi Aleksandrów Nowy i folwarku Aleksandrów.
1 lipca 1952 włączony do Radzymina.